# Jennie, Jennie
"Jennie, Jennie" foi a canção que representou a Suécia no Festival Eurovisão da Canção 1975, interpretada em  inglês por Lasse Berghagen. A canção tinha letra e música de Lars Berhagen e foi orquestrada por Lars Samuelson.
A canção é dirigida a uma mulher chamada Jennie a quem são feitos grandes elogios.
A canção foi a 18.ª (penúltima) a ser interpretada na noite do evento, a seguir à canção espanhola "Tú volverás", interpretada pelo duo Sérgio (cantor) e Estíbaliz e antes da canção italiana "Era", interpretada por Wess Ghezzi e Dori Ghezzi. A canção sueca terminou em oitavo lugar e recebeu 72 pontos. Berhagen publicou esta canção em sueco e em alemão, ambas com o mesmo título "Jennie, Jennie".
A Suécia optou por não participar no ano seguinte, porque não tinha dinheiro para realizar outro festival, caso ganhasse novamente (em 1974 tinham ganho com os ABBA) e ainda por cima houve protestos em 1975 contra o carácter comercial do Festival Eurovisão da Canção.

## Posições nas paradas musicais
| Parada (1975) | Posição de pico |
| ------------- | --------------- |
| Noruega       | 7               |